# Radicaal 42
Van de in totaal 214 Kangxi-radicalen heeft radicaal 42 de betekenis klein. Het is een van de eenendertig radicalen die bestaat uit drie strepen.
In het Kangxi-woordenboek zijn er 41 karakters die dit radicaal gebruiken.

## Karakters met het radicaal 42
| Strepen | Karakter    |
| ------- | ----------- |
| + 0     | 小          |
| + 1     | 尐 少       |
| + 2     | 尒 尓 尔 尕 |
| + 3     | 尖 尗 尘 当 |
| + 5     | 尙 尚       |
| + 6     | 尛 尜 尝    |
| + 9     | 尞          |
| + 10    | 尟 尠       |
| + 11    | 尡          |

Orakelbotkarakter
Bronskarakter
Groot zegelkarakter
Klein zegelkarakter